# Swan River (tillflöde till Swan Lake)
Swan River är ett vattendrag i Kanada.   Det ligger i provinserna Saskatchewan och Manitoba, i den sydöstra delen av landet, 2 000 km väster om huvudstaden Ottawa. 
Trakten runt Swan River är nära nog obefolkad, med mindre än två invånare per kvadratkilometer.